# سید محمدتقی شاهچراغی
سید محمدتقی شاهچراغی (زادهٔ ۱۳۴۰ دامغان) سرتیپ‌دوم سپاه پاسداران انقلاب اسلامی است که از فروردین سال ۱۴۰۴ دستیار رئیس مجلس شورای اسلامی در هماهنگی امور حفاظت و حراست قوه مقننه است. وی در دولت سیزدهم از سال ۱۴۰۲ تا ۱۴۰۳ به‌عنوان معاون سیاسی وزیر کشور و از سال ۱۴۰۰ تا ۱۴۰۲ به‌عنوان استاندار قم فعالیت می‌کرد.
وی فعالیت نظامی را در خلال جنگ ایران و عراق در سپاه پاسداران آغاز کرد. شاهچراغی از ۱۳۸۷ تا ۱۳۸۸ فرمانده سپاه روح‌الله مرکزی بود، در فاصله سال‌های ۱۳۸۸ تا ۱۳۹۳ به‌عنوان فرمانده سپاه کربلا مازندران فعالیت می‌کرد و از ۱۳۹۳ تا ۱۳۹۶ فرماندهی سپاه قائم آل محمد سمنان را برعهده داشت. او از ۱۳۹۶ تا ۱۳۹۷ فرمانده سپاه سیدالشهدا استان تهران و از ۱۳۹۷ تا ۱۴۰۰ فرمانده سپاه علی بن ابی‌طالب قم بود.